# Macroptilium gracile
Macroptilium gracile là một loài thực vật có hoa trong họ Đậu. Loài này được (Benth.) Urb. miêu tả khoa học đầu tiên.